# Терезиенштадт (концентрационный лагерь)
Терезиенштадт (нем. Theresienstadt, Терезинское гетто) — нацистский концентрационный лагерь (его также называют и гетто), располагавшийся на территории бывшего гарнизонного города Терезин в Чехии, на берегу реки Огрже. Это было «показательное» гетто, созданное с целью обмана общественности в отношении судьбы, уготованной евреям в оккупированных нацистской Германией странах. Терезин был освобождён советскими войсками 8 мая 1945 года.

## Терезинское гетто
Одной из задач концентрационного лагеря Терезиенштадт была пропаганда, представлявшая так называемое «гетто для пожилых» (нем. Altersghetto) в качестве образцового лагеря. С 1942 года, после Ванзейской конференции, нацисты стали массово депортировать сюда пожилых евреев с территорий Германии и оккупированных европейских стран.
Первые тысячи евреев были отправлены в Терезинштадт из самой нацистской Германии (включая Австрию), а также Протектората Богемии и Моравия в конце ноября 1941 года. В июле 1942 года из города было эвакуировано все нееврейское население. Затем туда стали депортировать также евреев из Дании, Нидерландов и других стран. К сентябрю 1942 года там содержались уже 53 тыс. человек. 
Терезиенштадт отличался очень высоким образовательным и профессиональным уровнем заключённых, среди которых было немало учёных, литераторов, музыкантов, политиков с международной известностью. В нём действовали синагоги и христианские молитвенные дома. Там проводились лекции, выпускались журналы, проводились спектакли и выставки. Все это использовалось нацистами с целью обмана общественности в отношении судьбы, уготованной евреям в оккупированных Германией странах.
Однако из около 140 тыс. евреев, получивших «привилегию» попасть в Терезиенштадт, 88 тыс. были отправлены оттуда в лагеря смерти и там убиты. Еще около 33 тыс. евреев умерли в самом Терезиенштадте. Первой депортацией из Терезиенштадта стала отправка в январе 1942 года 2 тыс. евреев в Рижское гетто, после чего они были убиты вместе с местными евреями.
При освобождении Терезиенштадта советскими войсками 8 мая 1945 года там оставалось в живых 11 068 узников.

### Комиссия Красного креста
В октябре 1943 года из Дании в Терезиенштадт были депортированы 476 евреев (большинству евреев Дании удалось бежать в Швецию). Под давлением датского правительства руководство СС решило продемонстрировать делегации Красного Креста «образцовый» лагерь. Для того, чтобы скрыть факт перенаселения Терезиенштадта, нацисты усилили депортацию заключённых в Освенцим. Там их содержали в так называемых «семейных бараках», для того, чтобы иметь возможность представить их делегации в ответ на вопросы о родственниках. После отъезда «гостей» все депортированные в Освенцим заключённые были убиты. 23 июня 1944 года Красному Кресту демонстрировались школа, больница, театр, кафе, бассейн и детский сад. Дети сыграли перед гостями оперу «Брундибар», написанную заключённым в Терезиенштадте композитором Гансом Красой.
Разговоров с заключёнными с глазу на глаз делегация не вела. В заключение визита «гостям» был продемонстрирован фильм заключённого режиссёра Курта Геррона о жизни в Терезиенштадте под названием «Терезиенштадт. Документальный фильм из еврейского поселения» (нем. "Theresienstadt. Ein Dokumentarfilm aus dem jüdischen Siedlungsgebiet"), более известный под неофициальным названием «Фюрер дарит евреям город» (нем. "Der Führer schenkt den Juden eine Stadt"), использованным в опубликованных записях и воспоминаниях выживших заключённых.
Визит комиссии и фальсификация жизни в Терезине к её приезду сохранились в рисунках узников, высмеивавших это событие с чёрным юмором.

## Память
В Израиле в память узников терезинского гетто создан музей «Дом Терезин».

## Процессы над военными преступниками
В 1946 году Зигфрид Зайдль был приговорён венским судом к смертной казни и повешен в 1947 году. Карл Рам был арестован в Австрии после войны и экстрадирован в Чехословакию. В Литомержице он был приговорён к смертной казни и повешен 30 апреля 1947 года.
Антон Бургер после войны был арестован американцами. В июне 1947 года ему удалось сбежать из лагеря. Бургер заочно был приговорён к смертной казни в Чехословакии. Жил под чужим именем в Нойнкирхене. В марте 1951 арестован во второй раз, но 9 апреля вновь сбежал. Под фамилией Бауэр жил в приграничных областях Германии и Австрии. Умер в 1991 году в Эссене и был опознан только через три года.

## Жертвы
| Происхождение                 | Количество заключённых |
| ----------------------------- | ---------------------- |
| Протекторат Богемии и Моравии | 73 500                 |
| Германия                      | 42 821                 |
| Австрия                       | 15 266                 |
| Нидерланды                    | 4 894                  |
| Словакия                      | 1 447                  |
| Белосток                      | 1 260                  |
| Венгрия                       | 1 150                  |
| Дания                         | 476                    |
| другие                        | 20                     |
| новорождённые                 | 247                    |
| всего                         | 141 184                |

Среди заключённых в Терезиенштадте находились:
- Валльбург, Отто (1889—1944) — немецкий киноактёр
- Вольфторн, Юлия (1864—1944) — немецкая художница
- Герман, Макс (1865—1942) — немецкий литературовед и театровед
- Геррон, Курт (1897—1944) — немецкий актёр и режиссёр
- Горакова, Милада (1901—1950) — чехословацкий политик и общественный деятель
- Граднауэр, Георг (1866—1946) — немецкий политик
- Деснос, Робер (1900—1945) — французский поэт
- Задгер, Исидор (1867—1942) — австрийский психоаналитик
- Зингер, Курт (ум. 1944) — немецкий физиолог и дирижёр, глава Еврейской культурной ассоциации в Германии в годы нацизма
- Кляйн, Гидеон (1919—1945) — чешский композитор и пианист
- Краса, Ганс (1899—1944) — чешский композитор
- Михаэлис, Алиса (1875—1943) — немецкая художница.
- Ульман, Виктор (1898—1944) — чешский композитор[2]
- Флатов, Альфред (1869—1942) и Флатов, Густав (1875—1945) — немецкие гимнасты, олимпийские чемпионы
- Франкл, Виктор (1905—1997) — австрийский психиатр и психолог
- Хаас, Павел (1899—1944) — чешский композитор
- Хирш, Альфред (1916—1944) — немецкий спортсмен
- Дрейфус, Берта — сестра Альберта Эйнштейна
- Дикер-Брандейс, Фридл (1898—1944) — австрийская художница
- Георг Пик (1859—1942) — австрийский математик
- Якерсон, Семён Самуилович (1897—1944) — сотник армии УНР
- Блюменталь, Отто фон (1876—1944) — немецкий математик
- Антонович, Марк Дмитриевич (1916—2005) — украинский историк
- Филипсон, Альфред (1864—1953) — немецкий географ и геолог.

## Терезинская крепость
Нацисты также использовали как место заключения крепость Терезин, построенную в конце XVIII века на берегу Огрже. После оккупации Богемии и Моравии в 1940 году «маленькая крепость» (нем. Kleine Festung) стала использоваться пражским гестапо как тюрьма, так как в Праге все тюрьмы были переполнены. Эта тюрьма изначально была предназначена только для мужчин, однако после убийства Рейнхарда Гейдриха в 1942 году был создан женский блок.